# 마리 콜빈
마리 콜빈(Marie Colvin, 1956년 1월 12일 ~ 2012년 2월 22일)은 미국의 전쟁 전문 기자이다. 예일대에서 인류학을 전공하고, 1985년부터 영국 선데이 타임즈 기자로 일하며 걸프 전쟁과 체첸 분쟁, 코소보 내전, 스리랑카 내전 등을 취재했다. 2001년 스리랑카 내전을 취재하다가 포탄 파편에 맞아서 왼쪽 눈의 안구가 터졌으며, 2012년 시리아 사태 취재 도중 포격으로 사망했다.

## 같이 보기
- 외국주권면제법